# Angelica tenuifolia
Angelica tenuifolia là một loài thực vật có hoa trong họ Hoa tán. Loài này được (Pall. ex Spreng.) Pimenov mô tả khoa học đầu tiên năm 1985.